# استیو آرنیل
استیو آرنیل (انگلیسی: Steve Arneil; ۲۹ اوت ۱۹۳۴ – ۲ ژوئیهٔ ۲۰۲۱) کاراته‌کا و جودوکار اهل آفریقای جنوبی بود.وی اولین شخصی بود که توانسته مبارزات صد نفره از سخت ترین آزمون های کیوکوشین کاراته را در سال ۱۹۶۵ با موفقیت به پایان برساند.